# Earl Sweatshirt
Thebe Neruda Kgositsile (Født 24. februar 1994), bedre kendt under kunstnernavnet Earl Sweatshirt, er en amerikansk rapper, musikproducer og tidligere medlem af hip hop-kollektivet Odd Future. Han har pladekontrakt med Columbia Records, og sit eget pladeselskab, Tan Cressida. Earl udgav sit første mixtape med navnet Earl som 16 årig og modtog en del positiv respons. Efter mixtapets udgivelse, blev Earl sendt på kostskole i Samoa af sin mor indtil sin 18 års fødselsdag. Den 20. august, 2013, udgav han sit debutstudiealbum, Doris.

## Biografi
Earl Sweatshirt blev født af Cheryl Harris, juraprofessor på University of California i Los Angeles. Hans far, Keorapetse Kgositsile, var en sydafrikansk digter og politisk aktivist som forlod familien da Earl var 6 år gammel. Earls far døde den 3. januar 2018.
Han voksede op i Los Angeles og dimitterede fra New Roads High School i Santa Monica. 

## Musikkarriere

### 2009-2011:Earl
I 2009, opdagede Tyler, the Creator, Earl Sweatshirt, som dengang gik under navnet Sly Tendencies, via hans MySpace account, hvor han udgav numre til sit Kitchen Cutlery-mixtape. Mixtapet blev aldrig færdiggjort eller officielt udgivet, men Earl endte med at blive medlem af Tyler's rap gruppe Odd Future.
Hans debut mixtape, Earl, blev udgivet den 31. marts, 2010 som et gratis digitalt download på Odd Futures hjemmeside. Størstedelen af albummet blev produceret af Tyler, the Creator. Earl blev udnævnt af Complex til at være det 24. bedste album i 2010.
Set bort fra mange positive anmeldelser, indikerede adskillige kilder, at Earl Sweatshirt var stoppet med at lave musik med Odd Future. Indlæg fra Tyler, The Creator's Twitter konto og Formspring kontoer syntes at indikere, at Earls mor ikke ville tillade ham at udgive musik længere; selvom Earl senere udtrykkede i et interview, at hans mor ikke sendte ham til Samoa på grund af hans musik eller lyrik, men på grund af hans dårlige opførsel.

### 2012–nu: Tilbagevenden fra Samoa ogDoris
Den 8. februar, 2012, spredtes rygter på internettet om at Earl Sweatshirt havde vendt tilbage til USA da en video af ham blev udgivet på YouTube med en forsmag på en ny sang sigende, at hvis lyttere ville have "the full thing" var de nødt til at give ham 50.000 følgere på Twitter. Senere bekræftede han på sin nye Twitter konto at han havde tilbagevendt til Los Angeles. Efter tre timer havde Earl 50.000 følgere og som lovet, udgav han sangen med titlen "Home", som ender med sætningen "...and I'm back. Bye."
Earl optrådte i sangen "Oldie" fra det første OFWGKTA album The OF Tape Vol. 2 sammen med Tyler, the Creator, Hodgy Beats, Left Brain, Mike G, Domo Genesis, Frank Ocean og Jasper Dolphin. Dette var Earl's tilbagevenden til officielle Odd Future udgivelser og hans første optræden på en Odd Future Records udgivelse.
Earl Sweatshirt optrådte på nummeret "Super Rich Kids" fra Frank Oceans debut album, channel ORANGE som blev udgivet digitalt den 10. juli, 2012. Den 2. november udgav Earl sin første solosingle siden sin tilbagevenden fra Samoa, med titlen "Chum". 
Albummet Doris blev udgivet den 20. august, 2013, af Tan Cressida og Columbia Records. Albummet indeholder gæsteoptrædener fra Odd Future-medlemmerne Domo Genesis, Frank Ocean, Tyler, the Creator, rapperne Vince Staples, Casey Veggies, Mac Miller og Wu-Tang Clan-rapper/producer RZA. 
Den 32. marts, 2015 udkom Earl Sweatshirts andet studiealbum I Don't Like Shit, I Don't Go Outside. Samme år hentød Earl Sweatshirt og Tyler, the Creator til at Odd Future-samarbejdet hørte fortiden til. 

## Diskografi
- Earl (2010)
- Doris (2013)
- I Don't Like Shit, I Don't Go Outside (2015)
- Some Rap Songs (2018)

- Feet of Clay
- Feet of Clay (Deluxe)
- Sick!

 Der er for få eller ingen kildehenvisninger i denne artikel, hvilket er et problem. Du kan hjælpe ved at angive troværdige kilder til de påstande, som fremføres i artiklen.